# بویان ایسایلوویچ
بویان ایسایلوویچ (صربی: Bojan Isailović؛ زادهٔ ۲۵ مارس ۱۹۸۰) بازیکن فوتبال اهل صربستان بود.
از باشگاه‌هایی که در آن بازی کرده‌است می‌توان به باشگاه فوتبال چوکاریچکی، باشگاه فوتبال راد، باشگاه ورزشی گنچلربیرلیغی، و باشگاه فوتبال ستاره سرخ بلگراد اشاره کرد.
وی همچنین در تیم ملی فوتبال صربستان بازی کرده‌است.